# Pascal Messerli
Pascal Messerli (* 1989 in Basel) ist ein Schweizer Anwalt und Politiker (SVP). Seit 2022 ist er Parteipräsident der SVP Basel-Stadt.

## Leben
Pascal Messerli wuchs in Riehen (BS) auf. Er schloss im Jahre 2011 am Gymnasium Bäumlihof Basel die Matura mit Schwerpunkt Biologie/Chemie ab. Im selben Jahr absolvierte er die Rekrutenschule als Infrastruktursoldat. 2012–2018 studierte er Rechtswissenschaften an der Universität Basel und erlangte den Masterabschluss. Bis 2020 konnte er in verschiedenen Volontariaten Praxiserfahrungen sammeln. Er bestand 2022 das Anwaltsexamen des Kantons Basel-Stadt und ist seither als Rechtsanwalt bei der Advokatur TRIAS tätig. Seine Hauptgebiete sind u. a. Straf-, Verwaltungs- und Familienrecht. Er ist seit Mitte 2023 mit der Baseler SVP-Politikerin Diandra Bottoni liiert.

## Politik

### Ämter und Mitgliedschaften
Messerli ist seit 2017 im Grossen Rat des Kantons Basel-Stadt, Präsident der Schulkommission des Gymnasiums am Münsterplatz, sowie Mitglied der Bau- und Raumplanungskommission (BRK). Seit 2022 ist er in der Umwelt-, Verkehrs- und Energiekommission (UVEK) tätig. Im selben Jahr wurde er zum Präsidenten der SVP Basel-Stadt gewählt.
2015 kandidierte Messerli für den Nationalrat, 2023 für den Ständerat.

### Ehemalige Ämter und Mitgliedschaften
2014-2017 war Messerli Parteipräsident der Jungen SVP Basel-Stadt. Von 2015 bis 2019 war er im Riehener Einwohnerrat. Er war 2017-2021 Mitglied der Bildungs- und Kulturkommission (BKK), 2021-2022 Mitglied der Petitionskommission (PetKo). Zudem war er von 2019 bis 2022 SVP-Fraktionspräsident Basel-Stadt.

## Berufslaufbahn
Volontariate
- 2018 Sozialversicherungsgericht des Kantons BS
- 2018 Gemeinde Riehen
- 2019 Strafgericht des Kantons Basel-Stadt
- 2020 Advokatur Hess